# Alcis obsoletaria
Alcis obsoletaria är en fjärilsart som beskrevs av John Henry Leech 1897. Alcis obsoletaria ingår i släktet Alcis och familjen mätare. Inga underarter finns listade i Catalogue of Life.